# Завозька верховина
Завозька верховина (Závozská vrchovina) — гірський масив в Словаччині; геоморфологічна підодиниця масиву Крупінська полонина. Найвища точка — 818 метрів (Длги дєл). Середні висоти — 400 метрів.. Місце розташування — Банськобистрицький край.
Протікає річка Бряч.